# Ochrostigma querna
Ochrostigma querna är en fjärilsart som beskrevs av Denis och Ignaz Schiffermüller 1775. Ochrostigma querna ingår i släktet Ochrostigma och familjen tandspinnare. Inga underarter finns listade i Catalogue of Life.